# Helhoek
Helhoek (51° 54′ N, 4° 05′ L) é uma cidade dos Países Baixos, na província de Holanda do Sul. Helhoek pertence ao município de Westvoorne, e está situada a 8 km, a norte de Hellevoetsluis.
A área de Helhoek, que também inclui as partes periféricas da cidade, bem como a zona rural circundante, tem uma população estimada em 50 habitantes.